# Samuel Cornelis van Musschenbroek
Samuel Cornelis van Musschenbroek (Olst, 30 december 1857 - Amsterdam, 9 december 1914) was een Nederlands koloniaal ondernemer die voorzitter was van het Syndicaat van Suikerfabrieken op Java en daar fortuin maakte.

## Loopbaan
In 1907 keerde het echtpaar terug naar Nederland en werd Samuel partner in Handels- en Cultuurmaatschappij Van Heekeren & Co, een bank in Amsterdam. In Amsterdam vestigde ze zich voor de wintermaanden aan de Keizersgracht 670 en vertrokken in de zomer naar hun zomerhuis Villa Woudestein te Baarn.
Terug in Nederland richtte hij ook, samen met enkele andere Amsterdamse ondernemers, de Maatschappij tot Ontginning van de Peel op. In opdracht van deze maatschappij werd in 1891 een peelontginningsdorp opgericht dat later tot Elsendorp zou uitgroeien. Er werden daar toen twee modelboerderijen gebouwd. Eén daarvan heette De Dompt, wat ook de oorspronkelijke naam was voor het dorp.

## Familie
Hij was een lid van de patricische familie van Musschenbroek en de zoon van Jean Gisberto Pierre Herman van Musschenbroek (1829-1890) en jkvr. Maria Teding van Berkhout (1831-1901).
Op 11 april 1885 trouwde hij in Pekalongan met Marie Christine von Balluseck (1863-1946). 
Marie Christine von Balluseck werd geboren in de aristocratische Russische familie Von Balluseck waarvan leden later in de Pruisische en de Nederlandse adel werden ingelijfd. Haar vader, Felix von Balluseck, was een Pruisisch, onderscheiden kapitein in het Koninklijk Nederlandsch-Indisch Leger die op 19 december 1862 werd genaturaliseerd. Haar moeder Maria van Lynden was een erkende buitenechtelijke dochter van baron Dirk Wolter Jacob Carel van Lynden en de Indonesische vrouw Biba.
Zij kregen een dochter en twee zonen; de dochter trouwde met haar volle neef Felix von Balluseck. Na Samuels dood op 9 december 1914 verhuisde Marie Christine naar Aalsmeer en overleed daar op 4 juli 1946.
Samuel was de grootvader van de verzetsstrijder Sam van Musschenbroek.